# Partit Comunista del Poble de Catalunya
El Partit Comunista del Poble de Catalunya (PCPC) és un partit polític marxista-leninista català. És el referent partidari del Partit Comunista dels Pobles d'Espanya, i el seu objectiu fonamental és la instauració del socialisme i el comunisme a Espanya, de caràcter confederal i republicana, amb processos d'autodeterminació.

## Naixement
El PCPC va néixer després de la ruptura en 1994 de les relacions entre el Partit Comunista dels Pobles d'Espanya (PCPE) i el Partit dels Comunistes de Catalunya (PCC), que actuava de referent a Catalunya del primer. No obstant això, part de la seva militància, amb dirigents com Quim Boix va decidir deixar el PCC i constituir un nou partit que seguís sent el referent del PCPE a Catalunya. Seguidament es passen a aquest nou partit diferents militants i diferents organitzacions locals com la de Santa Coloma de Gramenet on s'instaura la seva seu.

## Història i actualitat[calcitació]
El PCPC va impulsar i va participar en la creació i desenvolupament en 2002 de la Taula de Refundació Comunista de Catalunya en la qual també va participar el llavors Comitè Estatal d'Organitzacions Comunistes, posteriorment convertit en Partit Comunista d'Espanya (marxista-leninista), així com diferents nuclis comunistes, destacant els membres del barri barceloní de la Verneda, alguns dels quals passarien al PCPC. Durant l'existència de la Taula es van organitzar debats, actes i diferents activitats. També es va organitzar anualment un sopar en commemoració de la Revolució d'Octubre en un institut de la Verneda. Aquest sopar va passar a ser organitzada des de l'any 2008 pel PCPC en solitari. Finalment la Taula de Refundació Comunista de Catalunya es va dissoldre davant la falta d'avanç i després de les diferències insalvables dels seus participants, essencialment sobre el model i l'estratègia a prendre en el moviment republicà.
El PCPC mantenia llavors relacions amb algunes estructures locals o territorials, com Lleida Treballadora, un col·lectiu d'immigrants de Lleida, el qual va donar suport a la candidatura del PCPC en les eleccions al Congrés dels Diputats de 2008, així com aquest va donar suport electoralment la candidatura de Catalunya Treballadora a la província de Lleida al Parlament de Catalunya en 2006. El partit també mantenia relacions estretes amb el col·lectiu comunista Nosaltres Som de Tarragona amb el qual es van presentar candidatures conjuntes en aquesta província a les eleccions municipals del 2005 i al Parlament de Catalunya de 2006.
El I Congrés del PCPC va tenir lloc al juny de 2013, que es va realitzar al mig d'una crisi interna produïda per les fortes discrepàncies entre les llavors joventuts, els Joves Comunistes del Poble Català (CJC-JCPC), i el Partit, que antecediria a l'escissió a gran escala del Partit Comunista dels Pobles d'Espanya. Poc després va anunciar la marxa un nucli de militants, tant del PCPC com dels JCPC, per discrepàncies amb les relacions mantingudes amb el PCPE. Els militants que van abandonar l'organització van argumentar que hi havia un procés en marxa per a liquidar al PCPC i acabar amb la seva independència orgànica respecte al PCPE, a més d'assenyalar els moviments sospitosos fraccionaris d'una part de l'organització, en aquest cas de les joventuts i del sector liderat per Àstor García.
Fruit d'aquesta escissió, el Partit mantindria posicions fidels al PCPE, mentre que la joventut va passar pràcticament íntegra al sector d'Àstor García, al que després seria el Partit Comunista dels Treballadors de Catalunya. El PCPC, com el PCPE, va haver de reorganitzar la militància juvenil en una nova estructura que s'anomena a l'actualitat Joventut Comunista del Poble de Catalunya.

## Secretaris Generals
| Any         | Secretari General       |
| ----------- | ----------------------- |
| 1994-2013   | Miguel Guerrero Sánchez |
| 2013-2016   | Ferran Nieto            |
| 2016-2018   | Sisco García            |
| Des de 2018 | Enric Lloret            |

## Resultats electorals

### Eleccions municipals
| \| Municipi \| Comarca \| Alcaldable \| Vots \| % \| Regidors \| Govern \| \| ------------------------ \| ---------- \| ---------------------- \| ---- \| --- \| -------- \| ------ \| \| Santa Coloma de Gramenet \| Barcelonès \| Rafael Parra Chica[8] \| 256 \| 0,7 \| 0 / 27 \| - \| \| Cubelles \| Garraf \| Daniel Faus Avella[8] \| 14 \| 0,3 \| 0 / 17 \| - \| \| Barcelona \| Barcelonès \| Ferran Nieto Gasull[8] \| 972 \| 0,2 \| 0 / 41 \| - \| |            |                     |      |     |          |        |
| Municipi | Comarca    | Alcaldable          | Vots | %   | Regidors | Govern |
| Santa Coloma de Gramenet | Barcelonès | Rafael Parra Chica  | 256  | 0,7 | 0 / 27   | -      |
| Cubelles | Garraf     | Daniel Faus Avella  | 14   | 0,3 | 0 / 17   | -      |
| Barcelona | Barcelonès | Ferran Nieto Gasull | 972  | 0,2 | 0 / 41   | -      |

| Municipi                 | Comarca    | Alcaldable          | Vots | %   | Regidors | Govern |
| ------------------------ | ---------- | ------------------- | ---- | --- | -------- | ------ |
| Santa Coloma de Gramenet | Barcelonès | Rafael Parra Chica  | 256  | 0,7 | 0 / 27   | -      |
| Cubelles                 | Garraf     | Daniel Faus Avella  | 14   | 0,3 | 0 / 17   | -      |
| Barcelona                | Barcelonès | Ferran Nieto Gasull | 972  | 0,2 | 0 / 41   | -      |

| \| Municipi \| Comarca \| Alcaldable \| Vots \| % \| Regidors \| Govern \| \| ------------------------ \| -------------- \| -------------------------------- \| ---- \| --- \| -------- \| ------ \| \| Alcanar \| Montsià \| Pedro Pérez Nieves[9] \| 54 \| 1,2 \| 0 / 17 \| - \| \| Santa Coloma de Gramenet \| Barcelonès \| Salvador Deltell Soria \| 340 \| 0,9 \| 0 / 27 \| - \| \| Castelldefels \| Baix Llobregat \| Luis Ballesteros Ballesteros[10] \| 88 \| 0,4 \| 0 / 25 \| - \| \| Barcelona \| Barcelonès \| Gloria Fontcuberta i González \| 979 \| 0,2 \| 0 / 41 \| - \| |                |                               |      |     |          |        |
| Municipi | Comarca        | Alcaldable                    | Vots | %   | Regidors | Govern |
| Alcanar | Montsià        | Pedro Pérez Nieves            | 54   | 1,2 | 0 / 17   | -      |
| Santa Coloma de Gramenet | Barcelonès     | Salvador Deltell Soria        | 340  | 0,9 | 0 / 27   | -      |
| Castelldefels | Baix Llobregat | Luis Ballesteros Ballesteros  | 88   | 0,4 | 0 / 25   | -      |
| Barcelona | Barcelonès     | Gloria Fontcuberta i González | 979  | 0,2 | 0 / 41   | -      |

| Municipi                 | Comarca        | Alcaldable                    | Vots | %   | Regidors | Govern |
| ------------------------ | -------------- | ----------------------------- | ---- | --- | -------- | ------ |
| Alcanar                  | Montsià        | Pedro Pérez Nieves            | 54   | 1,2 | 0 / 17   | -      |
| Santa Coloma de Gramenet | Barcelonès     | Salvador Deltell Soria        | 340  | 0,9 | 0 / 27   | -      |
| Castelldefels            | Baix Llobregat | Luis Ballesteros Ballesteros  | 88   | 0,4 | 0 / 25   | -      |
| Barcelona                | Barcelonès     | Gloria Fontcuberta i González | 979  | 0,2 | 0 / 41   | -      |

| \| Municipi \| Comarca \| Alcaldable \| Vots \| % \| Regidors \| Govern \| \| ------------------------ \| ---------- \| --------------------------------- \| ---- \| --- \| -------- \| ------ \| \| Santa Coloma de Gramenet \| Barcelonès \| Ramón Vidal Miras[11] \| 182 \| 0,4 \| 0 / 27 \| - \| \| Amposta \| Montsià \| José Juan Ferré Fomós[12] \| 68 \| 0,7 \| 0 / 21 \| - \| \| Lleida \| Segrià \| Francesc Xavier García i Llop[13] \| 176 \| 0,4 \| 0 / 27 \| - \| \| Barcelona \| Barcelonès \| Ferran Nieto Gasull[11] \| 656 \| 0,1 \| 0 / 41 \| - \| |            |                               |      |     |          |        |
| Municipi | Comarca    | Alcaldable                    | Vots | %   | Regidors | Govern |
| Santa Coloma de Gramenet | Barcelonès | Ramón Vidal Miras             | 182  | 0,4 | 0 / 27   | -      |
| Amposta | Montsià    | José Juan Ferré Fomós         | 68   | 0,7 | 0 / 21   | -      |
| Lleida | Segrià     | Francesc Xavier García i Llop | 176  | 0,4 | 0 / 27   | -      |
| Barcelona | Barcelonès | Ferran Nieto Gasull           | 656  | 0,1 | 0 / 41   | -      |

| Municipi                 | Comarca    | Alcaldable                    | Vots | %   | Regidors | Govern |
| ------------------------ | ---------- | ----------------------------- | ---- | --- | -------- | ------ |
| Santa Coloma de Gramenet | Barcelonès | Ramón Vidal Miras             | 182  | 0,4 | 0 / 27   | -      |
| Amposta                  | Montsià    | José Juan Ferré Fomós         | 68   | 0,7 | 0 / 21   | -      |
| Lleida                   | Segrià     | Francesc Xavier García i Llop | 176  | 0,4 | 0 / 27   | -      |
| Barcelona                | Barcelonès | Ferran Nieto Gasull           | 656  | 0,1 | 0 / 41   | -      |

| \| Municipi \| Comarca \| Alcaldable \| Vots \| % \| Regidors \| Govern \| \| ------------------------ \| ---------- \| ----------------------------- \| ---- \| --- \| -------- \| ------ \| \| Castellnou de Bages \| Bages \| Ivan Guillaumet Cornet \| 22 \| 2,9 \| 0 / 9 \| - \| \| Olot \| Garrotxa \| Miguel de la Cruz Astasio \| 40 \| 0,3 \| 0 / 21 \| - \| \| Santa Coloma de Gramenet \| Barcelonès \| Ramón Vidal Miras \| 150 \| 0,3 \| 0 / 27 \| - \| \| Lleida \| Segrià \| Francesc Xavier García Llop \| 104 \| 0,2 \| 0 / 27 \| - \| \| Barcelona \| Barcelonès \| Alejandro de la Fuente Garcia \| 373 \| 0,1 \| 0 / 41 \| - \| |            |                               |      |     |          |        |
| Municipi | Comarca    | Alcaldable                    | Vots | %   | Regidors | Govern |
| Castellnou de Bages | Bages      | Ivan Guillaumet Cornet        | 22   | 2,9 | 0 / 9    | -      |
| Olot | Garrotxa   | Miguel de la Cruz Astasio     | 40   | 0,3 | 0 / 21   | -      |
| Santa Coloma de Gramenet | Barcelonès | Ramón Vidal Miras             | 150  | 0,3 | 0 / 27   | -      |
| Lleida | Segrià     | Francesc Xavier García Llop   | 104  | 0,2 | 0 / 27   | -      |
| Barcelona | Barcelonès | Alejandro de la Fuente Garcia | 373  | 0,1 | 0 / 41   | -      |

| Municipi                 | Comarca    | Alcaldable                    | Vots | %   | Regidors | Govern |
| ------------------------ | ---------- | ----------------------------- | ---- | --- | -------- | ------ |
| Castellnou de Bages      | Bages      | Ivan Guillaumet Cornet        | 22   | 2,9 | 0 / 9    | -      |
| Olot                     | Garrotxa   | Miguel de la Cruz Astasio     | 40   | 0,3 | 0 / 21   | -      |
| Santa Coloma de Gramenet | Barcelonès | Ramón Vidal Miras             | 150  | 0,3 | 0 / 27   | -      |
| Lleida                   | Segrià     | Francesc Xavier García Llop   | 104  | 0,2 | 0 / 27   | -      |
| Barcelona                | Barcelonès | Alejandro de la Fuente Garcia | 373  | 0,1 | 0 / 41   | -      |

| \| Municipi \| Comarca \| Alcaldable \| Vots \| % \| Regidors \| Govern \| \| ------------------------ \| ---------- \| ------------------------ \| ---- \| --- \| -------- \| ------ \| \| Castellnou de Bages \| Bages \| Ivan Guillaumet Cornet \| 17 \| 2,3 \| 0 / 9 \| - \| \| Santa Coloma de Gramenet \| Barcelonès \| Ramon Vidal Miras \| 135 \| 0,3 \| 0 / 27 \| - \| \| Vilanova i la Geltrú \| Garraf \| Rafael González Expósito \| 65 \| 0,2 \| 0 / 25 \| - \| |            |                          |      |     |          |        |
| Municipi | Comarca    | Alcaldable               | Vots | %   | Regidors | Govern |
| Castellnou de Bages | Bages      | Ivan Guillaumet Cornet   | 17   | 2,3 | 0 / 9    | -      |
| Santa Coloma de Gramenet | Barcelonès | Ramon Vidal Miras        | 135  | 0,3 | 0 / 27   | -      |
| Vilanova i la Geltrú | Garraf     | Rafael González Expósito | 65   | 0,2 | 0 / 25   | -      |

| Municipi                 | Comarca    | Alcaldable               | Vots | %   | Regidors | Govern |
| ------------------------ | ---------- | ------------------------ | ---- | --- | -------- | ------ |
| Castellnou de Bages      | Bages      | Ivan Guillaumet Cornet   | 17   | 2,3 | 0 / 9    | -      |
| Santa Coloma de Gramenet | Barcelonès | Ramon Vidal Miras        | 135  | 0,3 | 0 / 27   | -      |
| Vilanova i la Geltrú     | Garraf     | Rafael González Expósito | 65   | 0,2 | 0 / 25   | -      |

### Parlament de Catalunya
Des de les eleccions de 2012, on es van començar a demanar avals per als partits sense representació, el PCPC ha demanat el vot nul o l'abstenció al no recollir les suficients signatures.
| Any  | Vots  | %    | Escons  | Notes                |
| ---- | ----- | ---- | ------- | -------------------- |
| 2003 | 2.580 | 0,08 | 0 / 135 |                      |
| 2006 | 4.158 | 0,14 | 0 / 135 |                      |
| 2010 | 3.028 | 0,10 | 0 / 135 |                      |
| 2012 | -     | -    | 0 / 135 | Demanen el vot nul.  |
| 2015 | -     | -    | 0 / 135 | Demanen el vot nul.  |
| 2017 | -     | -    | 0 / 135 | Demanen l'abstenció. |
| 2021 | -     | -    | 0 / 135 | Demanen el vot nul.  |

### Congrés dels Diputats
Es presenta amb el Partit Comunista dels Pobles d'Espanya (PCPE). De mateixa forma que a les eleccions al Parlament de Catalunya, des del 2011 l'obligatorietat dels avals, sumada a la posterior crisi interna, va provocar una continua davallada en la quantitat de circumscripcions a la que s'anaven presentant.
| \| Cirumscripció \| Cap de llista \| Vots \| % \| Diputats \| Govern \| \| ------------- \| ----------------------------------- \| ----- \| --- \| -------- \| ------ \| \| Barcelona \| Joaquim Boix i Lluch (Quim) \| 1.534 \| 0,1 \| 0 / 4 \| - \| \| Girona \| Gloria Marrugat i Doménech \| 299 \| 0,1 \| 0 / 4 \| \| \| Lleida \| Francesc-Xavier (Sisco) Garcia Llop \| 102 \| 0,0 \| 0 / 4 \| - \| \| Tarragona \| José Juan Ferré Fornó \| 396 \| 0,1 \| 0 / 6 \| - \| |                                     |       |     |          |        |
| Cirumscripció | Cap de llista                       | Vots  | %   | Diputats | Govern |
| Barcelona | Joaquim Boix i Lluch (Quim)         | 1.534 | 0,1 | 0 / 4    | -      |
| Girona | Gloria Marrugat i Doménech          | 299   | 0,1 | 0 / 4    |        |
| Lleida | Francesc-Xavier (Sisco) Garcia Llop | 102   | 0,0 | 0 / 4    | -      |
| Tarragona | José Juan Ferré Fornó               | 396   | 0,1 | 0 / 6    | -      |

| Cirumscripció | Cap de llista                       | Vots  | %   | Diputats | Govern |
| ------------- | ----------------------------------- | ----- | --- | -------- | ------ |
| Barcelona     | Joaquim Boix i Lluch (Quim)         | 1.534 | 0,1 | 0 / 4    | -      |
| Girona        | Gloria Marrugat i Doménech          | 299   | 0,1 | 0 / 4    |        |
| Lleida        | Francesc-Xavier (Sisco) Garcia Llop | 102   | 0,0 | 0 / 4    | -      |
| Tarragona     | José Juan Ferré Fornó               | 396   | 0,1 | 0 / 6    | -      |

| \| Cirumscripció \| Cap de llista \| Vots \| % \| Diputats \| Govern \| \| ------------- \| ------------------------------------- \| ----- \| --- \| -------- \| ------ \| \| Barcelona \| Miguel Guerrero Sánchez \| 3.100 \| 0,1 \| 0 / 32 \| - \| \| Girona \| Marcos Costa Sanromán \| 417 \| 0,1 \| 0 / 6 \| - \| \| Lleida \| Francesc Xavier García i Llop (Sisco) \| 180 \| 0,1 \| 0 / 4 \| - \| \| Tarragona \| José Juan Ferre Fornos \| 528 \| 0,1 \| 0 / 6 \| - \| |                                       |       |     |          |        |
| Cirumscripció | Cap de llista                         | Vots  | %   | Diputats | Govern |
| Barcelona | Miguel Guerrero Sánchez               | 3.100 | 0,1 | 0 / 32   | -      |
| Girona | Marcos Costa Sanromán                 | 417   | 0,1 | 0 / 6    | -      |
| Lleida | Francesc Xavier García i Llop (Sisco) | 180   | 0,1 | 0 / 4    | -      |
| Tarragona | José Juan Ferre Fornos                | 528   | 0,1 | 0 / 6    | -      |

| Cirumscripció | Cap de llista                         | Vots  | %   | Diputats | Govern |
| ------------- | ------------------------------------- | ----- | --- | -------- | ------ |
| Barcelona     | Miguel Guerrero Sánchez               | 3.100 | 0,1 | 0 / 32   | -      |
| Girona        | Marcos Costa Sanromán                 | 417   | 0,1 | 0 / 6    | -      |
| Lleida        | Francesc Xavier García i Llop (Sisco) | 180   | 0,1 | 0 / 4    | -      |
| Tarragona     | José Juan Ferre Fornos                | 528   | 0,1 | 0 / 6    | -      |

| \| Cirumscripció \| Cap de llista \| Vots \| % \| Diputats \| Govern \| \| ------------- \| ------------------------- \| ---- \| --- \| -------- \| ------ \| \| Barcelona \| - \| - \| - \| - \| - \| \| Girona \| Miguel de la Cruz Astasio \| 480 \| 0,2 \| 0 / 4 \| \| \| Lleida \| José María Baró París \| 355 \| 0,2 \| 0 / 4 \| - \| \| Tarragona \| José Juan Ferré Fornó \| 712 \| 0,2 \| 0 / 6 \| - \| |                           |      |     |          |        |
| Cirumscripció | Cap de llista             | Vots | %   | Diputats | Govern |
| Barcelona | -                         | -    | -   | -        | -      |
| Girona | Miguel de la Cruz Astasio | 480  | 0,2 | 0 / 4    |        |
| Lleida | José María Baró París     | 355  | 0,2 | 0 / 4    | -      |
| Tarragona | José Juan Ferré Fornó     | 712  | 0,2 | 0 / 6    | -      |

| Cirumscripció | Cap de llista             | Vots | %   | Diputats | Govern |
| ------------- | ------------------------- | ---- | --- | -------- | ------ |
| Barcelona     | -                         | -    | -   | -        | -      |
| Girona        | Miguel de la Cruz Astasio | 480  | 0,2 | 0 / 4    |        |
| Lleida        | José María Baró París     | 355  | 0,2 | 0 / 4    | -      |
| Tarragona     | José Juan Ferré Fornó     | 712  | 0,2 | 0 / 6    | -      |

| \| Cirumscripció \| Cap de llista \| Vots \| % \| Diputats \| Govern \| \| ------------- \| ------------------------ \| ----- \| --- \| -------- \| ------ \| \| Barcelona \| Ferran Nieto Gasull \| 5.493 \| 0,2 \| 0 / 4 \| - \| \| Girona \| Joan Sureda Casamor \| 602 \| 0,2 \| 0 / 4 \| \| \| Lleida \| Josep Maria Baró i Paris \| 316 \| 0,2 \| 0 / 4 \| - \| \| Tarragona \| Alberto Blázquez Torres \| 705 \| 0,2 \| 0 / 6 \| - \| |                          |       |     |          |        |
| Cirumscripció | Cap de llista            | Vots  | %   | Diputats | Govern |
| Barcelona | Ferran Nieto Gasull      | 5.493 | 0,2 | 0 / 4    | -      |
| Girona | Joan Sureda Casamor      | 602   | 0,2 | 0 / 4    |        |
| Lleida | Josep Maria Baró i Paris | 316   | 0,2 | 0 / 4    | -      |
| Tarragona | Alberto Blázquez Torres  | 705   | 0,2 | 0 / 6    | -      |

| Cirumscripció | Cap de llista            | Vots  | %   | Diputats | Govern |
| ------------- | ------------------------ | ----- | --- | -------- | ------ |
| Barcelona     | Ferran Nieto Gasull      | 5.493 | 0,2 | 0 / 4    | -      |
| Girona        | Joan Sureda Casamor      | 602   | 0,2 | 0 / 4    |        |
| Lleida        | Josep Maria Baró i Paris | 316   | 0,2 | 0 / 4    | -      |
| Tarragona     | Alberto Blázquez Torres  | 705   | 0,2 | 0 / 6    | -      |

| \| Cirumscripció \| Cap de llista \| Vots \| % \| Diputats \| Govern \| \| ------------- \| ------------------------ \| ----- \| --- \| -------- \| ------ \| \| Barcelona \| Ferran Nieto Gasull \| 3.275 \| 0,1 \| 0 / 32 \| - \| \| Girona \| Juan Sureda Casamor \| 382 \| 0,1 \| 0 / 6 \| - \| \| Lleida \| Josep Maria Baró i París \| 267 \| 0,2 \| 0 / 4 \| - \| \| Tarragona \| Alberto Blázquez Torres \| 424 \| 0,1 \| 0 / 6 \| - \| |                          |       |     |          |        |
| Cirumscripció | Cap de llista            | Vots  | %   | Diputats | Govern |
| Barcelona | Ferran Nieto Gasull      | 3.275 | 0,1 | 0 / 32   | -      |
| Girona | Juan Sureda Casamor      | 382   | 0,1 | 0 / 6    | -      |
| Lleida | Josep Maria Baró i París | 267   | 0,2 | 0 / 4    | -      |
| Tarragona | Alberto Blázquez Torres  | 424   | 0,1 | 0 / 6    | -      |

| Cirumscripció | Cap de llista            | Vots  | %   | Diputats | Govern |
| ------------- | ------------------------ | ----- | --- | -------- | ------ |
| Barcelona     | Ferran Nieto Gasull      | 3.275 | 0,1 | 0 / 32   | -      |
| Girona        | Juan Sureda Casamor      | 382   | 0,1 | 0 / 6    | -      |
| Lleida        | Josep Maria Baró i París | 267   | 0,2 | 0 / 4    | -      |
| Tarragona     | Alberto Blázquez Torres  | 424   | 0,1 | 0 / 6    | -      |

| \| Cirumscripció \| Cap de llista \| Vots \| % \| Diputats \| Govern \| \| ------------- \| ------------------------- \| ----- \| --- \| -------- \| ------ \| \| Barcelona \| Enric Lloret Barberà \| 2.555 \| 0,1 \| 0 / 32 \| - \| \| Girona \| Miguel de la Cruz Astasio \| 353 \| 0,1 \| 0 / 6 \| - \| \| Lleida \| Josep Maria Baró i París \| 205 \| 0,1 \| 0 / 4 \| - \| \| Tarragona \| Alberto Blázquez Torres \| 260 \| 0,1 \| 0 / 6 \| - \| |                           |       |     |          |        |
| Cirumscripció | Cap de llista             | Vots  | %   | Diputats | Govern |
| Barcelona | Enric Lloret Barberà      | 2.555 | 0,1 | 0 / 32   | -      |
| Girona | Miguel de la Cruz Astasio | 353   | 0,1 | 0 / 6    | -      |
| Lleida | Josep Maria Baró i París  | 205   | 0,1 | 0 / 4    | -      |
| Tarragona | Alberto Blázquez Torres   | 260   | 0,1 | 0 / 6    | -      |

| Cirumscripció | Cap de llista             | Vots  | %   | Diputats | Govern |
| ------------- | ------------------------- | ----- | --- | -------- | ------ |
| Barcelona     | Enric Lloret Barberà      | 2.555 | 0,1 | 0 / 32   | -      |
| Girona        | Miguel de la Cruz Astasio | 353   | 0,1 | 0 / 6    | -      |
| Lleida        | Josep Maria Baró i París  | 205   | 0,1 | 0 / 4    | -      |
| Tarragona     | Alberto Blázquez Torres   | 260   | 0,1 | 0 / 6    | -      |

| \| Cirumscripció \| Cap de llista \| Vots \| % \| Diputats \| Govern \| \| ------------- \| ------------------------- \| ----- \| --- \| -------- \| ------ \| \| Barcelona \| Enric Lloret Barberà \| 1.509 \| 0,1 \| 0 / 32 \| - \| \| Girona \| Miguel de la Cruz Astasio \| 327 \| 0,1 \| 0 / 6 \| - \| \| Lleida \| Josep Maria Baró i París \| 129 \| 0,1 \| 0 / 4 \| - \| \| Tarragona \| Alberto Blázquez Torres \| 180 \| 0,0 \| 0 / 6 \| - \| |                           |       |     |          |        |
| Cirumscripció | Cap de llista             | Vots  | %   | Diputats | Govern |
| Barcelona | Enric Lloret Barberà      | 1.509 | 0,1 | 0 / 32   | -      |
| Girona | Miguel de la Cruz Astasio | 327   | 0,1 | 0 / 6    | -      |
| Lleida | Josep Maria Baró i París  | 129   | 0,1 | 0 / 4    | -      |
| Tarragona | Alberto Blázquez Torres   | 180   | 0,0 | 0 / 6    | -      |

| Cirumscripció | Cap de llista             | Vots  | %   | Diputats | Govern |
| ------------- | ------------------------- | ----- | --- | -------- | ------ |
| Barcelona     | Enric Lloret Barberà      | 1.509 | 0,1 | 0 / 32   | -      |
| Girona        | Miguel de la Cruz Astasio | 327   | 0,1 | 0 / 6    | -      |
| Lleida        | Josep Maria Baró i París  | 129   | 0,1 | 0 / 4    | -      |
| Tarragona     | Alberto Blázquez Torres   | 180   | 0,0 | 0 / 6    | -      |

### Senat espanyol
| \| Cirumscripció \| Cap de llista \| Vots \| % \| Senadors \| Govern \| \| ------------- \| --------------------------- \| ------ \| --- \| -------- \| ------ \| \| Barcelona \| Buenaventura Ramos Belles \| 19.701 \| 0,7 \| 0 / 4 \| - \| \| Girona \| Roberto Jonás Romero Negrín \| 920 \| 0,3 \| 0 / 4 \| - \| \| Lleida \| Rodrigo Moreno Planisolís \| 649 \| 0,3 \| 0 / 4 \| - \| \| Tarragona \| Rogelio Iranzo García \| 1.172 \| 0,3 \| 0 / 4 \| - \| |                             |        |     |          |        |
| Cirumscripció | Cap de llista               | Vots   | %   | Senadors | Govern |
| Barcelona | Buenaventura Ramos Belles   | 19.701 | 0,7 | 0 / 4    | -      |
| Girona | Roberto Jonás Romero Negrín | 920    | 0,3 | 0 / 4    | -      |
| Lleida | Rodrigo Moreno Planisolís   | 649    | 0,3 | 0 / 4    | -      |
| Tarragona | Rogelio Iranzo García       | 1.172  | 0,3 | 0 / 4    | -      |

| Cirumscripció | Cap de llista               | Vots   | %   | Senadors | Govern |
| ------------- | --------------------------- | ------ | --- | -------- | ------ |
| Barcelona     | Buenaventura Ramos Belles   | 19.701 | 0,7 | 0 / 4    | -      |
| Girona        | Roberto Jonás Romero Negrín | 920    | 0,3 | 0 / 4    | -      |
| Lleida        | Rodrigo Moreno Planisolís   | 649    | 0,3 | 0 / 4    | -      |
| Tarragona     | Rogelio Iranzo García       | 1.172  | 0,3 | 0 / 4    | -      |

| \| Cirumscripció \| Cap de llista \| Vots \| % \| Senadors \| Govern \| \| ------------- \| ------------------------------- \| ------ \| --- \| -------- \| ------ \| \| Barcelona \| Quim Boix Lluch \| 11.888 \| 0,4 \| 0 / 4 \| - \| \| Girona \| Roberto Jonás Romero Negrín \| 1.207 \| 0,4 \| 0 / 4 \| - \| \| Lleida \| Dolors Hernández Tarzán (Lolín) \| 583 \| 0,3 \| 0 / 4 \| - \| \| Tarragona \| Rogelio Iranzo García \| 959 \| 0,3 \| 0 / 4 \| - \| |                                 |        |     |          |        |
| Cirumscripció | Cap de llista                   | Vots   | %   | Senadors | Govern |
| Barcelona | Quim Boix Lluch                 | 11.888 | 0,4 | 0 / 4    | -      |
| Girona | Roberto Jonás Romero Negrín     | 1.207  | 0,4 | 0 / 4    | -      |
| Lleida | Dolors Hernández Tarzán (Lolín) | 583    | 0,3 | 0 / 4    | -      |
| Tarragona | Rogelio Iranzo García           | 959    | 0,3 | 0 / 4    | -      |

| Cirumscripció | Cap de llista                   | Vots   | %   | Senadors | Govern |
| ------------- | ------------------------------- | ------ | --- | -------- | ------ |
| Barcelona     | Quim Boix Lluch                 | 11.888 | 0,4 | 0 / 4    | -      |
| Girona        | Roberto Jonás Romero Negrín     | 1.207  | 0,4 | 0 / 4    | -      |
| Lleida        | Dolors Hernández Tarzán (Lolín) | 583    | 0,3 | 0 / 4    | -      |
| Tarragona     | Rogelio Iranzo García           | 959    | 0,3 | 0 / 4    | -      |

| \| Cirumscripció \| Cap de llista \| Vots \| % \| Senadors \| Govern \| \| ------------- \| ---------------------------- \| ----- \| --- \| -------- \| ------ \| \| Barcelona \| - \| - \| - \| - \| - \| \| Girona \| Rafael Parra Chica \| 1.858 \| 0,6 \| 0 / 4 \| \| \| Lleida \| Francisco Javier García Llop \| 1.204 \| 0,7 \| 0 / 4 \| - \| \| Tarragona \| Rogelio Iranzo García \| 2.228 \| 0,7 \| 0 / 4 \| - \| |                              |       |     |          |        |
| Cirumscripció | Cap de llista                | Vots  | %   | Senadors | Govern |
| Barcelona | -                            | -     | -   | -        | -      |
| Girona | Rafael Parra Chica           | 1.858 | 0,6 | 0 / 4    |        |
| Lleida | Francisco Javier García Llop | 1.204 | 0,7 | 0 / 4    | -      |
| Tarragona | Rogelio Iranzo García        | 2.228 | 0,7 | 0 / 4    | -      |

| Cirumscripció | Cap de llista                | Vots  | %   | Senadors | Govern |
| ------------- | ---------------------------- | ----- | --- | -------- | ------ |
| Barcelona     | -                            | -     | -   | -        | -      |
| Girona        | Rafael Parra Chica           | 1.858 | 0,6 | 0 / 4    |        |
| Lleida        | Francisco Javier García Llop | 1.204 | 0,7 | 0 / 4    | -      |
| Tarragona     | Rogelio Iranzo García        | 2.228 | 0,7 | 0 / 4    | -      |

| \| Cirumscripció \| Cap de llista \| Vots \| % \| Senadors \| Govern \| \| ------------- \| ----------------------------- \| ------ \| --- \| -------- \| ------ \| \| Barcelona \| Quim Boix Lluch \| 34.165 \| 1,3 \| - \| - \| \| Girona \| Miguel De La Cruz Astasio \| 1.499 \| 0,5 \| 0 / 4 \| \| \| Lleida \| Francesc Xavier García i Llop \| 1.090 \| 0,6 \| 0 / 4 \| - \| \| Tarragona \| José Estrada Cruz \| 2.781 \| 0,8 \| 0 / 4 \| - \| |                               |        |     |          |        |
| Cirumscripció | Cap de llista                 | Vots   | %   | Senadors | Govern |
| Barcelona | Quim Boix Lluch               | 34.165 | 1,3 | -        | -      |
| Girona | Miguel De La Cruz Astasio     | 1.499  | 0,5 | 0 / 4    |        |
| Lleida | Francesc Xavier García i Llop | 1.090  | 0,6 | 0 / 4    | -      |
| Tarragona | José Estrada Cruz             | 2.781  | 0,8 | 0 / 4    | -      |

| Cirumscripció | Cap de llista                 | Vots   | %   | Senadors | Govern |
| ------------- | ----------------------------- | ------ | --- | -------- | ------ |
| Barcelona     | Quim Boix Lluch               | 34.165 | 1,3 | -        | -      |
| Girona        | Miguel De La Cruz Astasio     | 1.499  | 0,5 | 0 / 4    |        |
| Lleida        | Francesc Xavier García i Llop | 1.090  | 0,6 | 0 / 4    | -      |
| Tarragona     | José Estrada Cruz             | 2.781  | 0,8 | 0 / 4    | -      |

| \| Cirumscripció \| Cap de llista \| Vots \| % \| Senadors \| Govern \| \| ------------- \| ----------------------------- \| ----- \| --- \| -------- \| ------ \| \| Barcelona \| Buenaventura Ramos Bellés \| 9.625 \| 0,4 \| 0 / 4 \| - \| \| Girona \| Miguel de la Cruz Astasio \| 933 \| 0,3 \| 0 / 4 \| - \| \| Lleida \| Francesc Xavier García i Llop \| 819 \| 0,5 \| 0 / 4 \| - \| \| Tarragona \| José Estrada Cruz \| 1.405 \| 0,4 \| 0 / 4 \| - \| |                               |       |     |          |        |
| Cirumscripció | Cap de llista                 | Vots  | %   | Senadors | Govern |
| Barcelona | Buenaventura Ramos Bellés     | 9.625 | 0,4 | 0 / 4    | -      |
| Girona | Miguel de la Cruz Astasio     | 933   | 0,3 | 0 / 4    | -      |
| Lleida | Francesc Xavier García i Llop | 819   | 0,5 | 0 / 4    | -      |
| Tarragona | José Estrada Cruz             | 1.405 | 0,4 | 0 / 4    | -      |

| Cirumscripció | Cap de llista                 | Vots  | %   | Senadors | Govern |
| ------------- | ----------------------------- | ----- | --- | -------- | ------ |
| Barcelona     | Buenaventura Ramos Bellés     | 9.625 | 0,4 | 0 / 4    | -      |
| Girona        | Miguel de la Cruz Astasio     | 933   | 0,3 | 0 / 4    | -      |
| Lleida        | Francesc Xavier García i Llop | 819   | 0,5 | 0 / 4    | -      |
| Tarragona     | José Estrada Cruz             | 1.405 | 0,4 | 0 / 4    | -      |

| \| Cirumscripció \| Cap de llista \| Vots \| % \| Senadors \| Govern \| \| ------------- \| ----------------------------- \| ------ \| --- \| -------- \| ------ \| \| Barcelona \| Joaquim «Quim» Boix Lluch \| 11.786 \| 0,4 \| 0 / 4 \| - \| \| Girona \| Esteve Huguet Pardo \| 1.623 \| 0,4 \| 0 / 4 \| - \| \| Lleida \| Francesc Xavier García i Llop \| 752 \| 0,3 \| 0 / 4 \| - \| \| Tarragona \| José Juan Ferré Fornos \| 1.739 \| 0,4 \| 0 / 4 \| - \| |                               |        |     |          |        |
| Cirumscripció | Cap de llista                 | Vots   | %   | Senadors | Govern |
| Barcelona | Joaquim «Quim» Boix Lluch     | 11.786 | 0,4 | 0 / 4    | -      |
| Girona | Esteve Huguet Pardo           | 1.623  | 0,4 | 0 / 4    | -      |
| Lleida | Francesc Xavier García i Llop | 752    | 0,3 | 0 / 4    | -      |
| Tarragona | José Juan Ferré Fornos        | 1.739  | 0,4 | 0 / 4    | -      |

| Cirumscripció | Cap de llista                 | Vots   | %   | Senadors | Govern |
| ------------- | ----------------------------- | ------ | --- | -------- | ------ |
| Barcelona     | Joaquim «Quim» Boix Lluch     | 11.786 | 0,4 | 0 / 4    | -      |
| Girona        | Esteve Huguet Pardo           | 1.623  | 0,4 | 0 / 4    | -      |
| Lleida        | Francesc Xavier García i Llop | 752    | 0,3 | 0 / 4    | -      |
| Tarragona     | José Juan Ferré Fornos        | 1.739  | 0,4 | 0 / 4    | -      |

| \| Cirumscripció \| Cap de llista \| Vots \| % \| Diputats \| Govern \| \| ------------- \| ----------------------------- \| ------ \| --- \| -------- \| ------ \| \| Barcelona \| Joaquim «Quim» Boix Lluch \| 14.545 \| 0,5 \| 0 / 4 \| - \| \| Girona \| Esteve Huguet Pardo \| 1.829 \| 0,5 \| 0 / 4 \| - \| \| Lleida \| Francesc Xavier García i Llop \| 988 \| 0,5 \| 0 / 4 \| - \| \| Tarragona \| José Juan Ferré Fornos \| 1.662 \| 0,4 \| 0 / 4 \| - \| |                               |        |     |          |        |
| Cirumscripció | Cap de llista                 | Vots   | %   | Diputats | Govern |
| Barcelona | Joaquim «Quim» Boix Lluch     | 14.545 | 0,5 | 0 / 4    | -      |
| Girona | Esteve Huguet Pardo           | 1.829  | 0,5 | 0 / 4    | -      |
| Lleida | Francesc Xavier García i Llop | 988    | 0,5 | 0 / 4    | -      |
| Tarragona | José Juan Ferré Fornos        | 1.662  | 0,4 | 0 / 4    | -      |

| Cirumscripció | Cap de llista                 | Vots   | %   | Diputats | Govern |
| ------------- | ----------------------------- | ------ | --- | -------- | ------ |
| Barcelona     | Joaquim «Quim» Boix Lluch     | 14.545 | 0,5 | 0 / 4    | -      |
| Girona        | Esteve Huguet Pardo           | 1.829  | 0,5 | 0 / 4    | -      |
| Lleida        | Francesc Xavier García i Llop | 988    | 0,5 | 0 / 4    | -      |
| Tarragona     | José Juan Ferré Fornos        | 1.662  | 0,4 | 0 / 4    | -      |

### Parlament Europeu
Com a nivell estatal, es presenta amb el Partit Comunista dels Pobles d'Espanya (PCPE).
| Any  | Vots   | %    | Vots Catalunya | %    | Escons |
| ---- | ------ | ---- | -------------- | ---- | ------ |
| 1989 | 79.970 | 0,50 | 33.948 (PCC)   | 1,43 | 0 / 60 |
| 1994 | 29.692 | 0,16 | 6.451          | 0,25 | 0 / 64 |
| 1999 | 26.189 | 0,12 | 6.180          | 0,22 | 0 / 64 |
| 2004 | 4.281  | 0,03 | 698            | 0,03 | 0 / 54 |
| 2009 | 15.221 | 0,10 | 2.698          | 0,14 | 0 / 54 |
| 2014 | 29.324 | 0,18 | 4.225          | 0,17 | 0 / 54 |
| 2019 | 29.259 | 0,13 | 4.485          | 0,13 | 0 / 54 |

## Posició en referèndums
2005: Referèndum sobre la Constitució Europea: demanen el No.
2006: Referèndum estatutari: demanen el No.
2014: Consulta sobre la independència de Catalunya: demanen el vot nul.
2017: Referèndum sobre la independència de Catalunya: demanen el vot nul.